# بانوی قهوه‌ای‌پوش رینهم هال

عکسی که نخستین بار در سال ۱۹۳۶ منتشر شده و ادعا می‌شود از بانوی قهوه‌ای‌پوش گرفته شده - اثر کاپیتان هیوبرت سی. پرواند

بانوی قهوه‌ای‌پوش رینهم هال (به انگلیسی: Brown Lady of Raynham Hall) یک شبح است که بنابر گزارش‌ها عمارت رینهم هال نورفک انگلستان را تسخیر کرده‌است. زمانی که عکاس‌های مجله کانتری لایف ادعا کردند تصویری از این شبح ثبت کرده‌اند، این ماجرا به یکی از معروف‌ترین تسخیرشدگی‌ها در بریتانیا تبدیل شد. بانوی قهوه‌ای‌پوش به دلیل لباس قهوه‌ای زربفتی که گفته می‌شود بر تن دارد به این نام شناخته شده‌است.

## هویت شبح

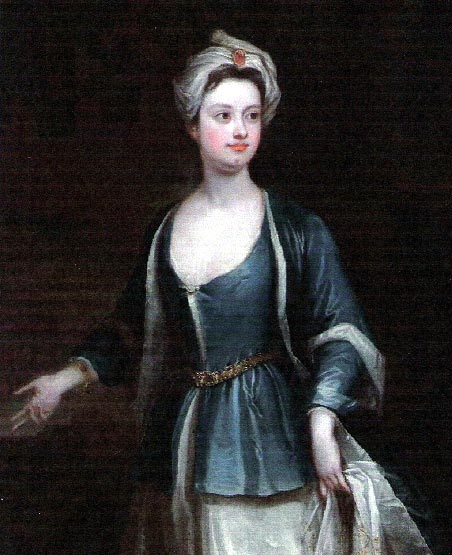
پرترهٔ دوروتی والپول اثر چارلز جروس

طبق روایت‌ها بانوی قهوه‌ای پوش، روح دوروتی والپول (۱۶۸۶–۱۷۲۶) خواهر رابرت والپول اولین نخست‌وزیر تاریخ بریتانیا است. دوروتی همسر دوم چارلز تاونشند بود که بخاطر رفتار خشن خود بدنام بود. زمانی که تاونشند متوجه شد همسرش با لرد وارتون زنا کرده‌است، او را در اتاقش در عمارت خانوادگی‌شان حبس کرد. به گفتهٔ مری ورتلی مونتاگیو دوروتی در واقع قربانی دسیسهٔ کنتس وارتون شده بود. او تا پایان عمر در رینهم هال زندانی بود و در سال ۱۷۲۶ بر اثر آبله درگذشت.

## مشاهده‌ها
اولین ادعای ثبت شده از مشاهدهٔ شبح قهوه‌ای پوش مربوط به لوسیا سی. استون در کریسمس سال ۱۸۳۵ می‌شود. استون می‌گوید که ضیافتی در رینهم هال برپا بود و لرد چارلز تاونشند میهمانان مختلفی را دعوت کرده بود؛ از جمله شخصی به‌نام کلنل لافتِس. لافتس و میهمان دیگری به‌نام هاوکینز گفتند یک شب که به اتاق‌هایشان می‌رفته‌اند زنی را دیده‌اند که لباس قهوه‌ای از مُد افتاده‌اش جلب توجه می‌کرده‌است. شامگاه بعد، لافتس ادعا کرد دوباره زن قهوه‌ای پوش را دیده‌است و این مرتبه چشمان زن به شکل دو حفرهٔ سیاه و تاریک در صورت نورانیش جلب توجه می‌کرده‌اند. گفته‌های لافتس باعث شد تعدادی از خدمهٔ عمارت برای همیشه آنجا را ترک کنند.

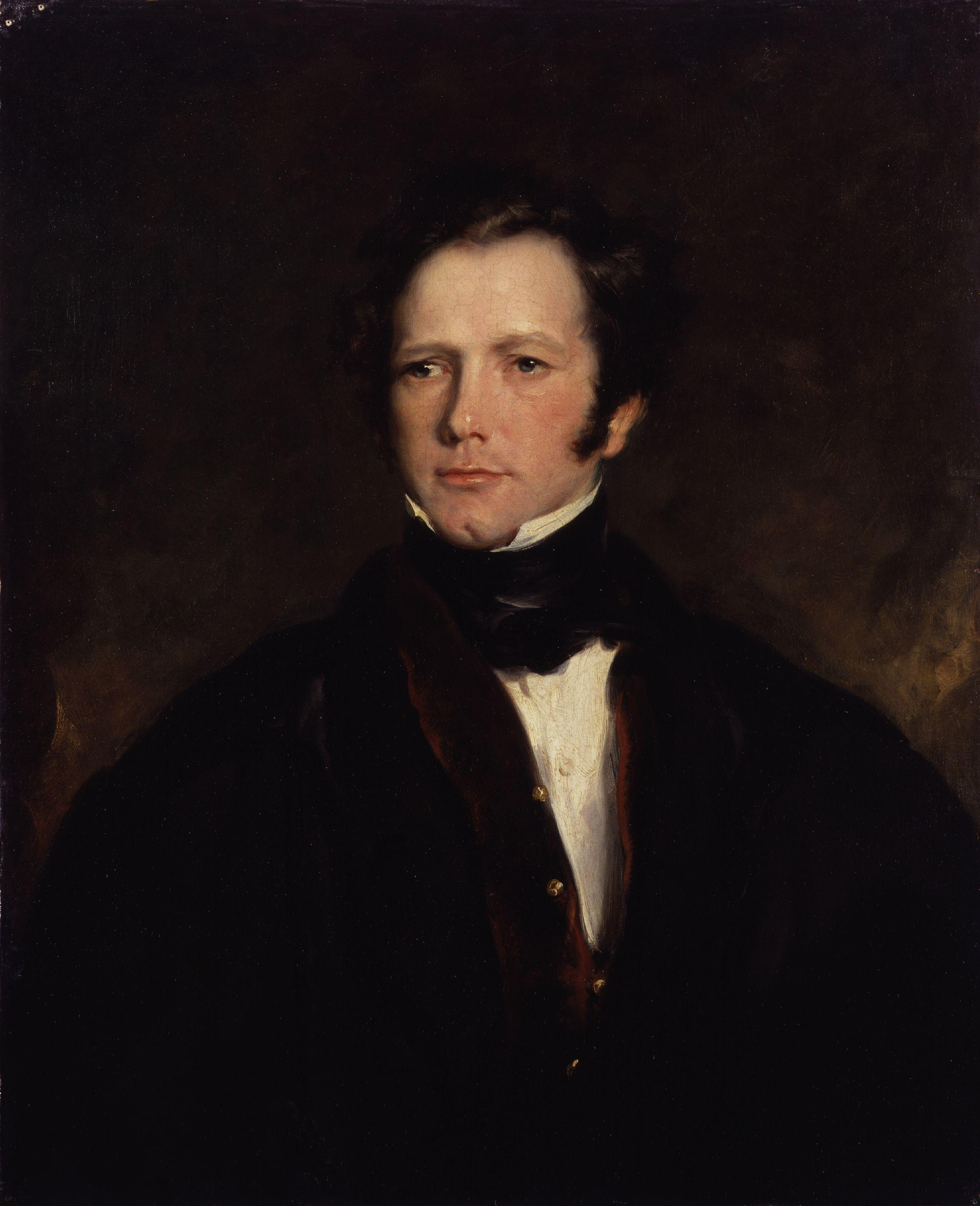
پرترهٔ فردریک ماریت

نفر دومی که مشاهدهٔ زن قهوه‌ای‌پوش را گزارش کرده فردریک ماریت یکی از دوستان چارلز دیکنز و نویسندهٔ تعدادی رمان محبوب با موضوع دریانوردی است. او معتقد بود داستان روح سرگردان عمارت، ساخته و پرداختهٔ قاچاقچی‌های محلی است که می‌خواهند مردم را از آن منطقه دور نگه دارند. ماریت در سال ۱۸۳۶ درخواست کرد شبی را در یکی از اتاق‌های عمارت رینهم هال بگذراند تا نظریهٔ خود را ثابت کند. فلورنس ماریت در سال ۱۸۹۱ راجع به تجربهٔ پدرش نوشته‌است: او در یکی از اتاق‌های عمارت ساکن شد که یک تابلوی نقاشی از بانوی عمارت در آن نصب شده‌بود. آنگونه که فلورنس از پدرش به‌یاد می‌آورد هنگام خواب یک هفت‌تیر پر شده را زیر بالشش قرار می‌داد. ۲ روز گذشت، او چیزی ندید و روز سوم آخرین مهلت برای اقامتش در عمارت بود. شب سوم ۲ جوان (برادرزاده‌های بارونت) در اتاقش را زدند و از او خواستند به اتاقشان در انتهای راهرو برود و در مورد اسلحهٔ جدیدی که به تازگی از لندن رسیده بود نظر بدهد. پدرم لباس راحتی به تن داشت اما از آنجا که دیر وقت بود و همه به جز آن‌ها در حال استراحت در اتاق‌هایشان بودند نیازی ندید لباسش را عوض کند. زمان خروج از اتاق اسلحه‌اش را برداشت و با خنده گفت: «درصورتیکه با بانوی عمارت روبرو شوید».
زمانی که وارسی اسلحه انجام شد، جوان‌ها گفتند پدرم را تا اتاقش مشایعت می‌کنند و با تکرار جملهٔ «اگر یکوقت با بانوی عمارت روبرو شوید» خندیدند؛ بنابراین ۳ نفری به سمت اتاق پدرم حرکت کردند. چراغ‌ها خاموش بودند و راهرو طولانی و تاریک بود. زمانی که به میانهٔ راه رسیدند متوجه شدند نور یک چراغ از انتهای راهرو به سمت‌شان می‌آید. یکی از جوان‌ها زیر لب به پدرم گفت: یکی از خانم‌هایی است که برای سرکشی به اتاق بچه‌ها می‌رود. درهای اتاق خواب‌های واقع در آن راهرو روبروی هم قرار گرفته‌اند و ورودی هر اتاق یک در دوتایی دارد که فاصله‌ای بین آن دو در وجود دارد، مانند بسیاری از خانه‌ها با معماری قدیمی. همان‌طور که گفتم پدرم لباس راحتی به تن داشت و چون احساس راحتی نمی‌کرد در ورودی یکی از اتاق‌ها پنهان شد تا آن زن از آنجا عبور کند. ۲ جوان هم همان‌کار را کردند. پدرم برایم تعریف کرد که از لای در، نزدیک شدن آن زن را تماشا می‌کرده و زمانی که آنقدر نزدیک شده که توانسته رنگ و مدل لباسش را به وضوح ببیند مطمئن شده این همان بانوی قهوه‌ای پوش عمارت است. او انگشتش را روی ماشهٔ اسلحه گذاشته بود و قصد داشت با متوقف کردن این جریان، دلیل حضورش در آن محل را نشان دهد. وقتی آن زن به درگاه مجاور دری که پدرم پشتش مخفی شده بود رسید توقف کرد و به پدرم پوزخندی شیطانی زد. این عمل چنان پدرم را خشمگین کرد که به داخل راهرو جهید و دقیقاً به صورت آن زن شلیک کرد. شبح در چشم به هم زدنی ناپدید شد. ۳ مرد برای چند دقیقه به همدیگر نگاه می‌کردند، گلوله از در بیرونی روبه‌رویی رد شده بود و داخل چهارچوب در دوم گیر کرده بود. بعد از آن اتفاق پدرم هیچگاه تلاش نکرد در موضوع «بانوی قهوه‌ای‌پوش عمارت» مداخله کند.

## مجله کانتری لایف
در ۱۹ سپتامبر سال ۱۹۳۶ کاپیتان هیوبرت سی. پرواند، عکاس ساکن لندن که برای مجلهٔ کانتری لایف کار می‌کرد به همراه دستیارش ایندره شیرا، برای یک مقاله از رینهم هال عکاسی می‌کردند. آنها قبلاً از پلکان اصلی سالن عکاسی گرفته بودند و در حال عکاسی فریم دوم بودند که شیرا «یک تودهٔ بخار مانند که به تدریج شکل یک انسان را بخود گرفت» دید که از پله‌ها در حال حرکت به سمت آنها بود. پرواند به سرعت درپوش لنز را برداشت و همزمان شیرا فلش دوربین را فعال کرد. بعداً وقتی نگاتیو ظاهر شد، تصویر مشهور «بانوی قهوه‌ای پوش» آشکار شد. گزارش تجربهٔ پرواند و شیرا در رینهم هال به همراه عکس بانوی عمارت در ۲۶ دسامبر ۱۹۳۶ در مجلهٔ کانتری لایف منتشر شد. عکس و گزارش وقایع زمان عکاسی در نسخهٔ ۴ ژانویه سال ۱۹۳۷ مجلهٔ لایف منتشر شد. مدتی بعد هری پرایس محقق امور ماوراءالطبیعه با پرواند و شیرا مصاحبه‌ای انجام داد و روایت آن‌ها و صحت نگاتیو را تأیید کرد.

## تردیدها
برخی منتقدان ادعا کرده‌اند که شیرا با قرار دادن گریس یا ماده‌ای مشابه روی لنز و ایجاد یک شکل، تصویر را جعل کرده یا در هنگام ثبت تصویر خودش از پله‌ها به پایین حرکت کرده‌است. عده‌ای دیگر معتقدند این تصویر با تکنیک نوردهی چندگانه ایجاد شده یا نور از جایی (غیر از لنز) به داخل دوربین نفوذ کرده‌است. عده‌ای هم فیگور بانوی حاضر در عکس را شبیه مجسمه‌های استاندارد مریم باکره می‌دانند که در هر کلیسای کاتولیکی پیدا می‌شود. جو نیکل محقق امور ماوراءالطبیعه اعتقاد دارد در این عکس شواهدی از استفاده از تکنیک نوردهی چندگانه وجود دارد. دو محقق دیگر به نام جان فرلی و سایمون ولفر معتقدند خطوط کم رنگی که در قسمت تاج هر پله در عکس دیده می‌شوند نشانگر آن است که یک تصویر روی تصویر دیگر انداخته شده‌است.